# Szakály István
Szakály István (Szekszárd, 1947. július 15. –) magyar filmrendező, forgatókönyvíró.

## Életpályája
1970-ben diplomázott a Berzsenyi Dániel Tanárképző Főiskola népművelő-könyvtár szakán. 1973-tól a Magyar Televízió külső, 1983-tól belső munkatársa volt. 1974-től rendezőként, szerkesztőként és szerkesztő-rendezőként dolgozott. 1979-ben elvégezte a Színház- és Filmművészeti Főiskola rendezői szakát Horváth Ádám osztályában. 1991–1994 között a Képzőművészeti Stúdió rovatvezetője, majd új formáció, az 'X’ Stúdió kiemelt szerkesztője volt. 1997-ben a Történelmi és Társadalomtudományi Műsorok rovatvezetője lett. 2005-ben kiemelt szerkesztő volt; 2006-tól vezető szerkesztőként dolgozott.

## Családja
Szülei Szakály Ferenc (1913–?) újságíró, helytörténész és Tillik Etel voltak. Testvére: Szakály Ferenc (1942–1999) történész, levéltáros és Szakály Péter (1953–) operaénekes. Felesége Vikol Katalin (1948–2015) volt.

## Filmjei
- Nagy nemzedék (1978)
- A sárvári vár (1978)
- Pusztuló műemlékek (1979)
- Magyar tájak (1979)
- Történeti kertek (1980)
- Magyar Nemzeti Galéria (1984)
- Buda 1686 (1986)
- Janus (1987)
- Az államalapító (1987)
- "Hegyet hágék, lőtöt lépék" (1991)
- Segítsetek! Segítsetek! Segítsetek! (1993)
- Magyar műemlékek (1994)
- Bomlás virágai (1996)
- Repeta történelem (1998)
- Magyar évszázadok (1998)
- Századfordító magyarok (1999)
- Az Árpád-kor templomai (1999)
- Szilágysomlyó (1999)
- "Ami minket illet, mi nem alkuszunk" (2002)
- Ernst Lajos és gyűjteménye (2002)
- Eltolt határok, kitoloncolt népek (2003)
- Testámentumi jelentés (2003)
- Ötvösremekek a Kárpát-medencéből (2004)
- A fehér galamb (2005)
- Az élők házai (2005)
- Kapcsoskönyv (2005)
- A fekete kolostor lakója (2005)
- Háborús évek (2006)
- Amerika a II. világháborúban (2006)
- A Trianon szindróma (2006)
- Gömöri cigányok (2006)
- SOS – A forradalom képei (2006)
- Vissza a Paradicsomba (2007)
- Európai iskola (2008)
- Szivárványszínház (2008)

## Díjai, kitüntetései
- III. Országos Képzőművészeti Filmszemle, Szolnok, II. díj (1983)
- 26. Miskolci Tévéfesztivál, MAFILM -díja (1986)
- IV. Országos Képzőművészeti Filmszemle, Szolnok I. díj (1987)
- A KISZ KB különdíja és Szolnok Város Különdíja (1987)
- Telefaktum Fesztivál, Budapest, a Legjobb Rendező-díj (1990)
- Szentendrei Néprajzi Filmszemle, elismerő oklevél (1993)
- Európai Utas, az európai együttműködés folyóiratának Újságíró-díja (1994)
- A Magyar Honvédelmi Minisztérium, honvédelmi nevelés érdekében készített műsoraiért a 'Honvédelemért' kitüntetés (1994)
- Miniszterelnöki Hivatal, Széchenyi István-emlékplakett (1994)
- Országos Műemlékvédelmi Hivatal, a műemlékvédelmi műsorokért, Dercsényi Dezső Újságíró-díj (1996)
- Akadémiai Újságírói Díj (1998)[4]